# Hohe-Wand-Wiese
Die Hohe-Wand-Wiese ist, neben der Dollwiese in Hietzing, eine der zwei Skipisten in Wien. Sie befindet sich im Gemeindebezirk Penzing, Katastralgemeinde Hadersdorf, Grundstück Nr. 225, Ortschaft Vorderhainbach, und verfügt über einen Schlepplift, einen Babyschlepplift (Förderband), eine Beschneiungsanlage sowie eine Flutlichtbeleuchtung. Mit ihrem maximalen Gefälle von 25 % ist sie als blaue Piste einzustufen.
Auf der Hohe-Wand-Wiese wurde 1967 der erste Parallelslalom in der Geschichte des Skisports ausgetragen. 1986 gastierte hier für ein Rennen der Alpine Skiweltcup.

## Geschichte
Schon bevor der Schilauf zum Volkssport wurde, war der höchste Punkt der Hohen Wand (heute: über das Schutzhaus Mostalm hinaus zur Franz-Karl-Fernsicht auf 488 m) wegen der herrlichen Weitsicht ein beliebtes Ausflugsziel. In einem Wanderführer aus dem Biedermeier, dem Werk „Wien’s Umgebungen auf zwanzig Stunden im Umkreise“ von Adolf Schmidl aus dem Jahre 1835, wird eine Wanderung dorthin beschrieben:
Dieser Weg [über Hainbach] führt denn auch auf die hohe Wand. […]
Man tritt aus dem Walde auf den Rand der schönen, sogenannten Bäckerwiese heraus, die sich in ein üppig grünes Thal hinabsenkt. Ringsum dunkle Waldberge, aus denen einzelne frische Matten hervorblicken – von Wien ist keine Spur zu erblicken – über die vorliegende Höhe hinaus sieht man die große Donaubrücke, die Ebene des Marchfeldes, und in weiter Ferne den Hainburger Berg, den Thebner Kogel und die Anfänge der kleinen  Karpathen. Wendet man sich aber rechts, welch’ ein Bild! Die Waldberge bilden hier einen tiefen Sattel und über diesen erblickt man, wie in einem natürlichen Rahmen, die österreichisch-steirischen Alpen!
Die Hohe-Wand-Wiese als Schiwiese wurde am 1. März 1966 unter Bürgermeister Bruno Marek eröffnet.
Dem Parallelslalom vom 21. Februar 1967 folgten drei weitere solche Bewerbe, am 30. Jänner 1968, am 27. Jänner 1969 und am 6. Jänner 1986. Letzterer wurde im Rahmen des FIS-Skiweltcups ausgetragen und war gleichzeitig auch der erste Flutlichtslalom. Im Finale setzte sich vor 10.000 Zuschauern der Italiener Ivano Edalini gegen den Deutschen Markus Wasmeier durch.
Der für die Pistenpräparierung nötige Schnee kam aus einer Schneekanone vor Ort, zusätzliche Mengen wurden in einer Klimakammer des Wiener Arsenals (Österreichisches Forschungs- und Prüfzentrum Arsenal, nunmehr: Arsenal Research) erzeugt und per LKW antransportiert.
Seit 2006 gibt es auf der Hohe-Wand-Wiese unter der Adresse Mauerbachstraße 174–184 eine Sommerrodelbahn.
Seit der Saison 2016/17 bleibt der Schlepplift im Winter geschlossen. Stattdessen ist ein 40 Meter langer Zauberteppich im Einsatz. Im unteren Bereich sind Dryslope-Rutschmatten ausgelegt, die Skifahren auch ohne Schnee ermöglichen. Sofern die Witterung es zulässt, kann dieser Bereich auch zusätzlich beschneit werden. Laut neuem Pächter ist infolge der Klimaerwärmung eine Winter-Nutzung des gesamten Hangs wirtschaftlich nicht mehr vertretbar.

## Erreichbarkeit
- Postbus 450 (Bahnhof Wien Hütteldorf) – Halt Wien Hohe-Wand-Wiese